# Paolo Miano
Paolo Miano (San Pietro al Natisone, 20 gennaio 1961) è un allenatore di calcio ed ex calciatore italiano, di ruolo centrocampista.

## Carriera
Con l'Udinese ha disputato da titolare sette campionati di Serie A, prima di passare nell'estate 1987, dopo la retrocessione dei friulani, al Napoli che si era appena aggiudicato il primo scudetto della propria storia, senza riuscire tuttavia a imporsi come titolare tra i campani con sole 9 presenze complessive.
Ha giocato anche col Pescara in Serie A, e con Genoa, Cavese e Padova in Serie B, totalizzando complessivamente 204 presenze e 11 reti in massima serie e 28 presenze fra i cadetti.

## Palmarès

### Giocatore

#### Competizioni internazionali
- Coppa Anglo-Italiana: 1

Udinese: 1978

#### Competizioni nazionali
- Campionato italiano Serie C: 1

Udinese: 1977-1978 (girone A)
- Coppa Italia Semiprofessionisti 1977-1978: 1

Udinese: 1977-1978

#### Competizioni giovanili
- Campionato Primavera: 1

Udinese: 1980-1981